# Liste des titres musicaux numéro un en France en 2009
Cette page liste les titres numéro un dans les meilleures ventes de disques en France pour l'année 2009 selon le SNEP. Ils sont issus des classements suivants : les 100 meilleures ventes de singles, les 50 meilleures téléchargements de singles, les 200 meilleures ventes d'albums et les 50 meilleures téléchargements d'albums.

## Classement des singles
| Semaine | Date         | Physique                    | Physique                        | Digital                     | Digital                         |
| Semaine | Date         | Artiste                     | Titre                           | Artiste                     | Titre                           |
| ------- | ------------ | --------------------------- | ------------------------------- | --------------------------- | ------------------------------- |
| 1       | 4 janvier    | Britney Spears              | Womanizer                       | Jason Mraz                  | I'm Yours                       |
| 2       | 11 janvier   | Britney Spears              | Womanizer                       | Jason Mraz                  | I'm Yours                       |
| 3       | 18 janvier   | Mikelangelo Loconte         | Tatoue-moi                      | Mikelangelo Loconte         | Tatoue-moi                      |
| 4       | 25 janvier   | Mikelangelo Loconte         | Tatoue-moi                      | The Pussycat Dolls          | I Hate This Part                |
| 5       | 1er février  | Mikelangelo Loconte         | Tatoue-moi                      | The Pussycat Dolls          | I Hate This Part                |
| 6       | 8 février    | Mikelangelo Loconte         | Tatoue-moi                      | Lady Gaga                   | Poker Face                      |
| 7       | 15 février   | Mikelangelo Loconte         | Tatoue-moi                      | Lady Gaga                   | Poker Face                      |
| 8       | 22 février   | Mylène Farmer               | Si j'avais au moins…            | Lady Gaga                   | Poker Face                      |
| 9       | 1er mars     | Lady Gaga                   | Poker Face                      | Pep's                       | Liberta                         |
| 10      | 8 mars       | Pep's                       | Liberta                         | Les Enfoirés                | Ici les Enfoirés                |
| 11      | 15 mars      | Pep's                       | Liberta                         | Les Enfoirés                | Ici les Enfoirés                |
| 12      | 22 mars      | Lady Gaga                   | Poker Face                      | Les Enfoirés                | Ici les Enfoirés                |
| 13      | 29 mars      | Lady Gaga                   | Poker Face                      | Les Enfoirés                | Ici les Enfoirés                |
| 14      | 5 avril      | Lady Gaga                   | Poker Face                      | Helmut Fritz                | Ça m'énerve                     |
| 15      | 12 avril     | Charlie Winston             | Like a Hobo                     | Helmut Fritz                | Ça m'énerve                     |
| 16      | 19 avril     | Magic System & Khaled       | Même pas fatigué                | Helmut Fritz                | Ça m'énerve                     |
| 17      | 26 avril     | Magic System & Khaled       | Même pas fatigué                | Helmut Fritz                | Ça m'énerve                     |
| 18      | 3 mai        | Magic System & Khaled       | Même pas fatigué                | Helmut Fritz                | Ça m'énerve                     |
| 19      | 10 mai       | Mylène Farmer               | C'est dans l'air                | Helmut Fritz                | Ça m'énerve                     |
| 20      | 17 mai       | Magic System & Khaled       | Même pas fatigué                | Helmut Fritz                | Ça m'énerve                     |
| 21      | 24 mai       | Magic System & Khaled       | Même pas fatigué                | Helmut Fritz                | Ça m'énerve                     |
| 22      | 31 mai       | Magic System & Khaled       | Même pas fatigué                | Helmut Fritz                | Ça m'énerve                     |
| 23      | 7 juin       | Magic System & Khaled       | Même pas fatigué                | Helmut Fritz                | Ça m'énerve                     |
| 24      | 14 juin      | Helmut Fritz                | Ça m'énerve                     | The Black Eyed Peas         | Boom Boom Pow                   |
| 25      | 21 juin      | Helmut Fritz                | Ça m'énerve                     | The Black Eyed Peas         | Boom Boom Pow                   |
| 26      | 28 juin      | Helmut Fritz                | Ça m'énerve                     | Michael Jackson             | Billie Jean                     |
| 27      | 5 juillet    | Helmut Fritz                | Ça m'énerve                     | Michael Jackson             | Billie Jean                     |
| 28      | 12 juillet   | Pitbull                     | I Know You Want Me (Calle Ocho) | Pitbull                     | I Know You Want Me (Calle Ocho) |
| 29      | 19 juillet   | Pitbull                     | I Know You Want Me (Calle Ocho) | Pitbull                     | I Know You Want Me (Calle Ocho) |
| 30      | 26 juillet   | Pitbull                     | I Know You Want Me (Calle Ocho) | Pitbull                     | I Know You Want Me (Calle Ocho) |
| 31      | 2 août       | Pitbull                     | I Know You Want Me (Calle Ocho) | Pitbull                     | I Know You Want Me (Calle Ocho) |
| 32      | 9 août       | Pitbull                     | I Know You Want Me (Calle Ocho) | Tom Frager & Gwayav'        | Lady Melody                     |
| 33      | 16 août      | Pitbull                     | I Know You Want Me (Calle Ocho) | Tom Frager & Gwayav'        | Lady Melody                     |
| 34      | 23 août      | Pitbull                     | I Know You Want Me (Calle Ocho) | David Guetta featuring Akon | Sexy Bitch                      |
| 35      | 30 août      | Pitbull                     | I Know You Want Me (Calle Ocho) | David Guetta featuring Akon | Sexy Bitch                      |
| 36      | 6 septembre  | Mylène Farmer               | Sextonik                        | David Guetta featuring Akon | Sexy Bitch                      |
| 37      | 13 septembre | Tom Frager & Gwayav'        | Lady Melody                     | David Guetta featuring Akon | Sexy Bitch                      |
| 38      | 20 septembre | Tom Frager & Gwayav'        | Lady Melody                     | David Guetta featuring Akon | Sexy Bitch                      |
| 39      | 27 septembre | Tom Frager & Gwayav'        | Lady Melody                     | David Guetta featuring Akon | Sexy Bitch                      |
| 40      | 4 octobre    | Tom Frager & Gwayav'        | Lady Melody                     | David Guetta featuring Akon | Sexy Bitch                      |
| 41      | 11 octobre   | Jena Lee                    | J'aimerais tellement            | David Guetta featuring Akon | Sexy Bitch                      |
| 42      | 18 octobre   | Jena Lee                    | J'aimerais tellement            | David Guetta featuring Akon | Sexy Bitch                      |
| 43      | 25 octobre   | Jena Lee                    | J'aimerais tellement            | David Guetta featuring Akon | Sexy Bitch                      |
| 44      | 1er novembre | Jena Lee                    | J'aimerais tellement            | Jena Lee                    | J'aimerais tellement            |
| 45      | 8 novembre   | Jena Lee                    | J'aimerais tellement            | Jena Lee                    | J'aimerais tellement            |
| 46      | 15 novembre  | Jena Lee                    | J'aimerais tellement            | Jena Lee                    | J'aimerais tellement            |
| 47      | 22 novembre  | Jena Lee                    | J'aimerais tellement            | Edward Maya & Vika Jigulina | Stereo Love                     |
| 48      | 29 novembre  | Jena Lee                    | J'aimerais tellement            | Edward Maya & Vika Jigulina | Stereo Love                     |
| 49      | 6 décembre   | Jena Lee                    | J'aimerais tellement            | Edward Maya & Vika Jigulina | Stereo Love                     |
| 50      | 13 décembre  | Jena Lee                    | J'aimerais tellement            | Edward Maya & Vika Jigulina | Stereo Love                     |
| 51      | 20 décembre  | Jena Lee                    | J'aimerais tellement            | Edward Maya & Vika Jigulina | Stereo Love                     |
| 52      | 27 décembre  | Edward Maya & Vika Jigulina | Stereo Love                     | Edward Maya & Vika Jigulina | Stereo Love                     |

## Classement des albums
| Semaine | Date         | Physique            | Physique                         | Digital                      | Digital                             |
| Semaine | Date         | Artiste             | Titre                            | Artiste                      | Titre                               |
| ------- | ------------ | ------------------- | -------------------------------- | ---------------------------- | ----------------------------------- |
| 1       | 4 janvier    | Seal                | Soul                             | Seal                         | Soul                                |
| 2       | 11 janvier   | Seal                | Soul                             | Seal                         | Soul                                |
| 3       | 18 janvier   | Seal                | Soul                             | Charlie Winston              | Hobo                                |
| 4       | 25 janvier   | Seal                | Soul                             | Charlie Winston              | Hobo                                |
| 5       | 1er février  | Seal                | Soul                             | Charlie Winston              | Hobo                                |
| 6       | 8 février    | Seal                | Soul                             | Charlie Winston              | Hobo                                |
| 7       | 15 février   | Seal                | Soul                             | Readymade et divers artistes | LOL (Bande originale du film)       |
| 8       | 22 février   | Seal                | Soul                             | Readymade et divers artistes | LOL (Bande originale du film)       |
| 9       | 1er mars     | U2                  | No Line on the Horizon           | U2                           | No Line on the Horizon              |
| 10      | 8 mars       | Les Enfoirés        | Les Enfoirés font leur cinéma    | Les Enfoirés                 | Les Enfoirés font leur cinéma       |
| 11      | 15 mars      | Les Enfoirés        | Les Enfoirés font leur cinéma    | Les Enfoirés                 | Les Enfoirés font leur cinéma       |
| 12      | 22 mars      | Les Enfoirés        | Les Enfoirés font leur cinéma    | Alain Bashung                | Bleu pétrole                        |
| 13      | 29 mars      | Les Enfoirés        | Les Enfoirés font leur cinéma    | Jason Mraz                   | We Sing. We Dance. We Steal Things. |
| 14      | 5 avril      | Les Enfoirés        | Les Enfoirés font leur cinéma    | Archive                      | Controlling Crowds                  |
| 15      | 12 avril     | Les Enfoirés        | Les Enfoirés font leur cinéma    | Olivia Ruiz                  | Miss Météores                       |
| 16      | 19 avril     | Olivia Ruiz         | Miss Météores                    | Calogero                     | L'Embellie                          |
| 17      | 26 avril     | Calogero            | L'Embellie                       | Depeche Mode                 | Sounds of the Universe              |
| 18      | 3 mai        | Kery James          | Réel                             | Calogero                     | L'Embellie                          |
| 19      | 10 mai       | Calogero            | L'Embellie                       | Calogero                     | L'Embellie                          |
| 20      | 17 mai       | Green Day           | 21st Century Breakdown           | Bob Sinclar                  | Born in 69                          |
| 21      | 24 mai       | Eminem              | Relapse                          | Eminem                       | Relapse                             |
| 22      | 31 mai       | Christophe Willem   | Caféine                          | Christophe Willem            | Caféine                             |
| 23      | 7 juin       | Christophe Willem   | Caféine                          | Armand Amar                  | Home (Bande originale du film)      |
| 24      | 14 juin      | Placebo             | Battle for the Sun               | Placebo                      | Battle for the Sun                  |
| 25      | 21 juin      | The Black Eyed Peas | The END                          | Compilation                  | Fête de la musique 2009             |
| 26      | 28 juin      | The Black Eyed Peas | The END                          | Michael Jackson              | Thriller                            |
| 27      | 5 juillet    | Michael Jackson     | The Collection                   | Michael Jackson              | Thriller                            |
| 28      | 12 juillet   | Grégoire            | Toi + Moi                        | Michael Jackson              | The Essential Michael Jackson       |
| 29      | 19 juillet   | Charlie Winston     | Hobo                             | Michael Jackson              | The Essential Michael Jackson       |
| 30      | 26 juillet   | Charlie Winston     | Hobo                             | The Black Eyed Peas          | The END                             |
| 31      | 2 août       | Charlie Winston     | Hobo                             | The Black Eyed Peas          | The END                             |
| 32      | 9 août       | Charlie Winston     | Hobo                             | The Black Eyed Peas          | The END                             |
| 33      | 16 août      | Grégoire            | Toi + Moi                        | The Black Eyed Peas          | The END                             |
| 34      | 23 août      | The Black Eyed Peas | The END                          | David Guetta                 | One Love                            |
| 35      | 30 août      | David Guetta        | One Love                         | David Guetta                 | One Love                            |
| 36      | 6 septembre  | Marc Lavoine        | Volume 10                        | -M-                          | Mister Mystère                      |
| 37      | 13 septembre | -M-                 | Mister Mystère                   | -M-                          | Mister Mystère                      |
| 38      | 20 septembre | Muse                | The Resistance                   | Muse                         | The Resistance                      |
| 39      | 27 septembre | Mika                | The Boy Who Knew Too Much        | Mika                         | The Boy Who Knew Too Much           |
| 40      | 4 octobre    | Johnny Hallyday     | Tour 66 : Stade de France 2009   | Muse                         | The Resistance                      |
| 41      | 11 octobre   | Johnny Hallyday     | Tour 66 : Stade de France 2009   | Renan Luce                   | Le Clan des miros                   |
| 42      | 18 octobre   | Renan Luce          | Le Clan des miros                | Shakira                      | She Wolf                            |
| 43      | 25 octobre   | Renan Luce          | Le Clan des miros                | Benjamin Biolay              | La Superbe                          |
| 44      | 1er novembre | Michael Jackson     | This Is It                       | Michael Jackson              | This Is It                          |
| 45      | 8 novembre   | Michael Jackson     | This Is It                       | Kool Shen                    | Crise de conscience                 |
| 46      | 15 novembre  | Michael Jackson     | This Is It                       | Robbie Williams              | Reality Killed the Video Star       |
| 47      | 22 novembre  | Diam's              | SOS                              | Diam's                       | SOS                                 |
| 48      | 29 novembre  | Renaud              | Molly Malone – Balade irlandaise | Rihanna                      | Rated R                             |
| 49      | 6 décembre   | Renaud              | Molly Malone – Balade irlandaise | The Black Eyed Peas          | The END                             |
| 50      | 13 décembre  | Mylène Farmer       | No 5 on Tour                     | Charlotte Gainsbourg         | IRM                                 |
| 51      | 20 décembre  | The Black Eyed Peas | The END                          | Alicia Keys                  | The Element of Freedom              |
| 52      | 27 décembre  | The Black Eyed Peas | The END                          | The Black Eyed Peas          | The END                             |

## Les dix meilleures ventes
Voici les 10 titres physiques, titres numériques, albums physiques et albums numériques les plus vendus en 2009 en France.

### Singles
| №  | Physique                          | Physique                                        | Physique  | Digital                              | Digital                         | Digital   |
| №  | Artiste                           | Titre                                           | Ventes[*] | Artiste                              | Titre                           | Ventes[*] |
| -- | --------------------------------- | ----------------------------------------------- | --------- | ------------------------------------ | ------------------------------- | --------- |
| 1  | Helmut Fritz                      | Ça m'énerve                                     | 127 100   | Helmut Fritz                         | Ça m'énerve                     | 207 900   |
| 2  | Magic System & Khaled             | Même pas fatigué                                | 89 400    | David Guetta featuring Akon          | Sexy Bitch                      | 202 100   |
| 3  | Mikelangelo Loconte               | Tatoue-moi                                      | 83 700    | The Black Eyed Peas                  | I Gotta Feeling                 | 173 600   |
| 4  | Lady Gaga                         | Poker Face                                      | 81 800    | Lady Gaga                            | Poker Face                      | 156 000   |
| 5  | Enrique Iglesias featuring Tyssem | Takin' Back My Love (Sans l'ombre d'un remords) | 77 400    | The Black Eyed Peas                  | Boom Boom Pow                   | 150 300   |
| 6  | Jena Lee                          | J'aimerais tellement                            | 75 700    | Pep's                                | Liberta                         | 137 100   |
| 7  | Pitbull                           | I Know You Want Me (Calle Ocho)                 | 68 300    | Jena Lee                             | J'aimerais tellement            | 137 000   |
| 8  | Tom Frager & Gwayav'              | Lady Melody                                     | 60,200    | Pitbull                              | I Know You Want Me (Calle Ocho) | 134 600   |
| 9  | The Pussycat Dolls                | I Hate This Part                                | 56 900    | David Guetta featuring Kelly Rowland | When Love Takes Over            | 132 500   |
| 10 | Charlie Winston                   | Like a Hobo                                     | 53 300    | Charlie Winston                      | Like a Hobo                     | 125 800   |

### Albums
| №  | Physique             | Physique                      | Physique  | Digital             | Digital                             | Digital   |
| №  | Artiste              | Titre                         | Ventes[*] | Artiste             | Titre                               | Ventes[*] |
| -- | -------------------- | ----------------------------- | --------- | ------------------- | ----------------------------------- | --------- |
| 1  | Les Enfoirés         | Les Enfoirés font leur cinéma | 506 500   | The Black Eyed Peas | The END                             | 30 500    |
| 2  | Seal                 | Soul                          | 401 800   | Charlie Winston     | Hobo                                | 30 000    |
| 3  | Charlie Winston      | Hobo                          | 357 500   | Muse                | The Resistance                      | 20 300    |
| 4  | Mozart, l'opéra rock | Mozart, l'opéra rock          | 341 700   | Mika                | The Boy Who Knew Too Much           | 17 100    |
| 5  | Grégoire             | Toi + Moi                     | 331 400   | David Guetta        | One Love                            | 16 900    |
| 6  | The Black Eyed Peas  | The END                       | 305 500   | U2                  | No Line on the Horizon              | 16 300    |
| 7  | U2                   | No Line on the Horizon        | 270 700   | -M-                 | Mister Mystère                      | 15 000    |
| 8  | Muse                 | The Resistance                | 256 900   | Grégoire            | Toi + Moi                           | 14 500    |
| 9  | Calogero             | L'Embellie                    | 228 000   | Jason Mraz          | We Sing. We Dance. We Steal Things. | 14 400    |
| 10 | David Guetta         | One Love                      | 226 100   | Michael Jackson     | The Essential Michael Jackson       | 14 100    |

- * : Ventes de l'année 2009 seulement[1].